# ミュンヘン市電T形電車
T形は、ドイツ・ミュンヘンの路面電車であるミュンヘン市電で使用されている電車。鉄道車両メーカーのシーメンスが展開する超低床電車ブランド・アヴェニオの1形式で、2014年から営業運転に使用されている。

## 概要

### 導入までの経緯
アヴェニオ（Avenio）は、ドイツの鉄道車両メーカーであるシーメンスが展開する、車内全体が低床構造となっている路面電車向け車両ブランドである。1つの車体につき1つの台車が設置されている連接車体を有しており、主電動機は台車の側梁外側に設置されており、前後の車輪を駆動する構造が用いられている。
2012年、ミュンヘン市電を運営するミュンヘン交通会社を子会社に置くシュタッドウェルケ・ミュンヘンは、ミュンヘン市電の路線網拡大への対応を目的に、シーメンスとの間に4車体連接車のアヴェニオ8両分に関する導入契約を交わした。これに基づき製造が実施されたのがT形である。

### 構造
T形の車体は対候性の構造用鋼（コルテン）で構成される全溶接式鋼構造に基づいており、車体全体は耐腐食性に優れた陰性ディップコーディングで処理されている。各車体には進行方向から見て右側に2箇所づつ1,300 mm幅の両開きの乗降扉が設置されており、そのうち先頭車体・運転室の直後に設置されている乗降扉には車椅子利用客に適した収納式リフトが存在する。冷暖房双方に対応した空調が完備されている車内は座席、握り棒ともに人間工学に基づいた設計が用いられている他、車椅子やベビーカーが設置可能なフリースペースも存在する。
各車体に設置されている台車のうち電動台車には三相誘導電動機が搭載され、屋根上のボックスに収納されているIGBT素子を用いた制御装置によって制御されている。制動装置は回生ブレーキ、油圧式スプリングブレーキ、ディスクブレーキ、そして非常用の電磁吸着ブレーキが搭載されている。これらの機器の性能や車体構造については、ドイツの安全基準であるEN13452や路面電車規格（BOStrab）に適合したものとなっている。

## 運用

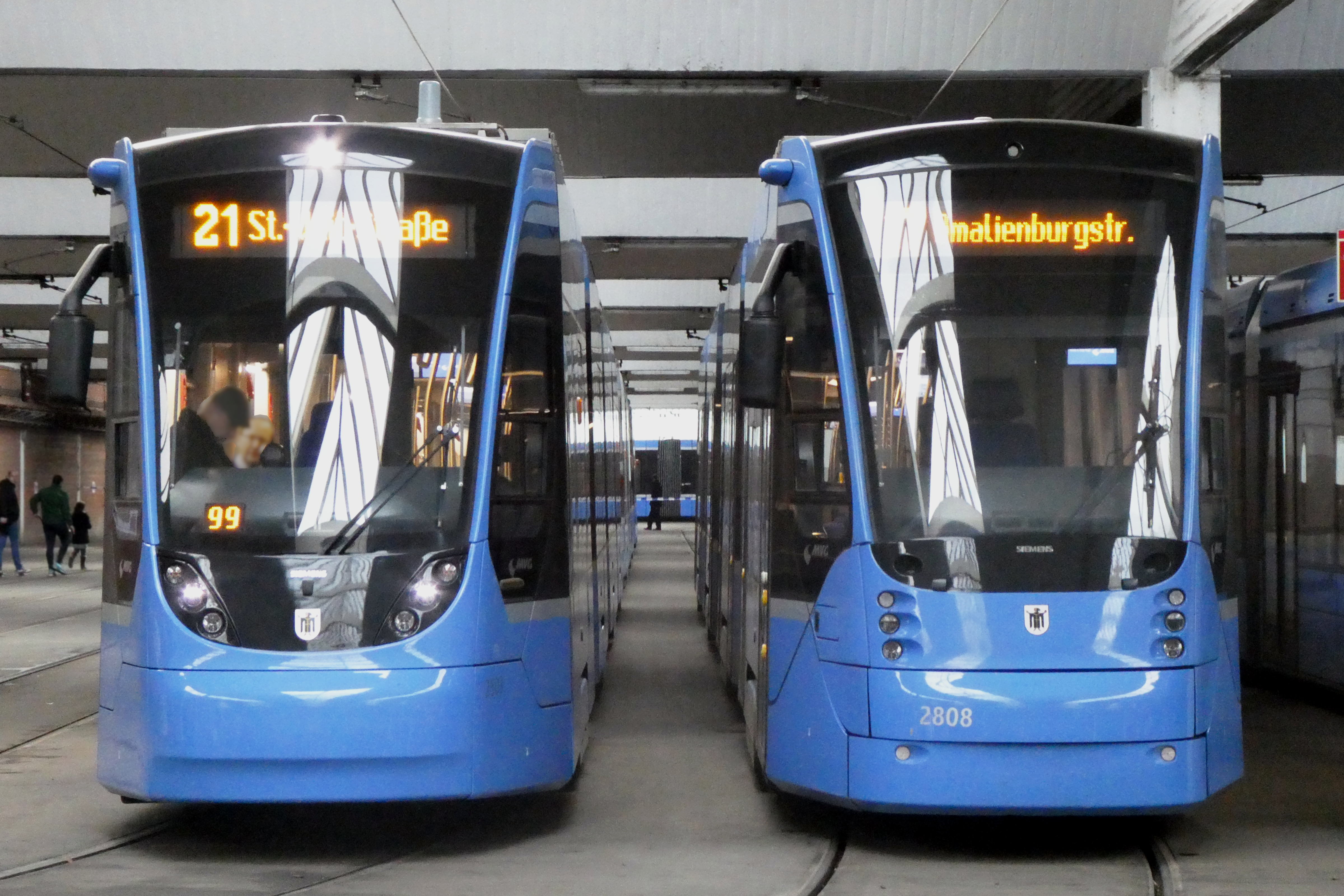
右：T形、左：TZ形
（2018年撮影）

### T形
ミュンヘン市電最初のアヴェニオとなるT形電車は2013年から製造が始まり、同年11月4日に最初の車両がミュンヘンで公開された。だが、その後製造ペースや試運転、営業運転の承認といったスケジュールの遅れが生じた事から、実際に営業運転を開始したのは2014年9月7日となった。それ以降、同年中に契約分の8両（2801 - 2808）が導入されており、これらの車両は「T1.6形」と呼ばれる事もある。

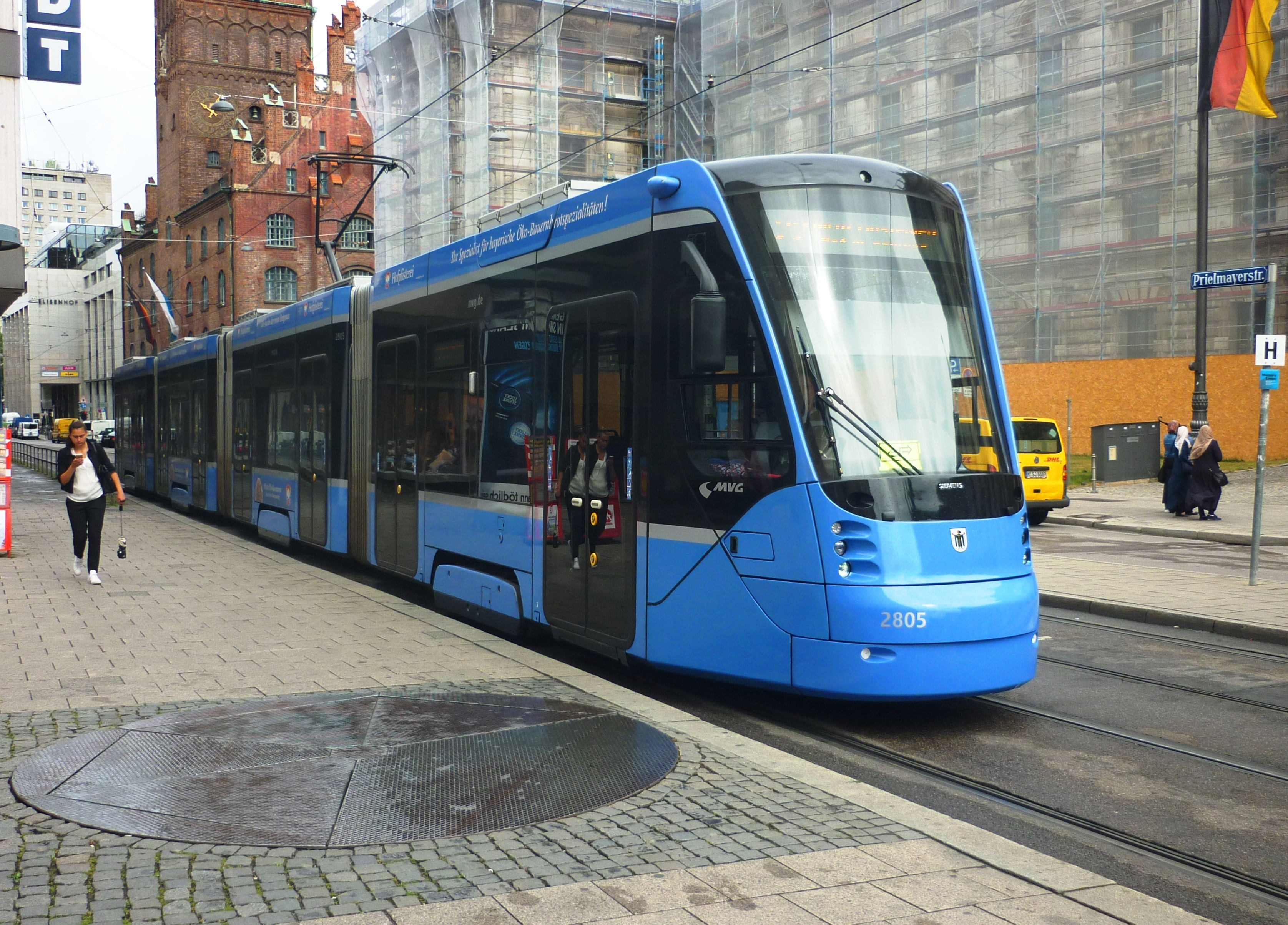
T形（2805） （2017年撮影）
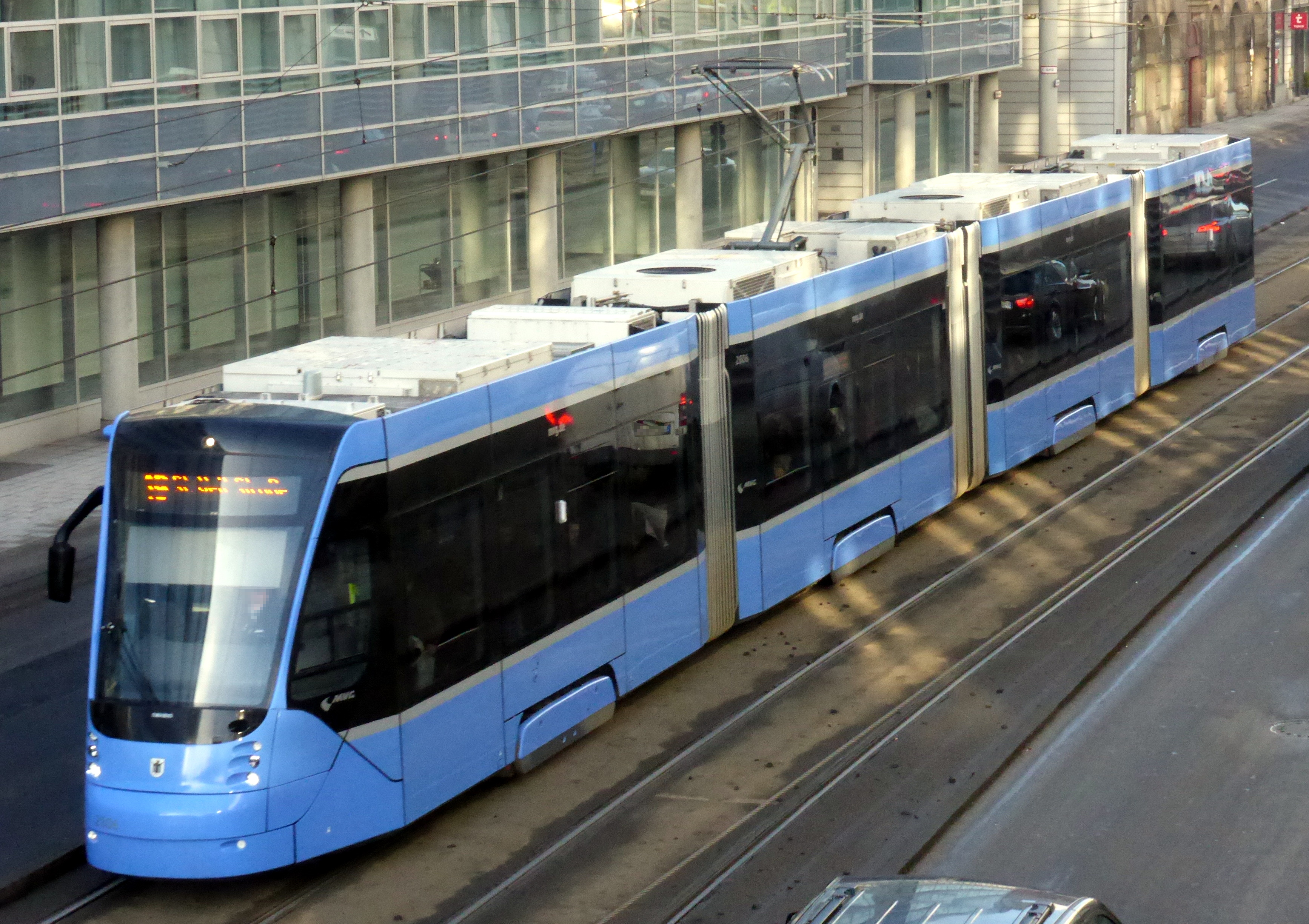
T形（2806） （2015年撮影）

### TZ形
2015年、シュタッドウェルケ・ミュンヘンとミュンヘン交通会社はミュンヘン市電の輸送力増強を目的にシーメンスとの間にアヴェニオ22両分の発注を実施し、2017年から製造が始まった後2018年から順次営業運転に投入されている。「TZ形」とも呼ばれているこれらの車両は前面形状が変更されているほか車体構造の見直しが行われ、T形（T1.6形）と比較して軽量化が実現している。車内についても座席の設計が変更された事により通路の拡大が行われている。また、乗降扉には利用客の安全に配慮し、開閉時に点灯するLEDライトが搭載されている。
TZ形はT形（4車体連接車）と異なり、以下の4つの車種・編成が製造されている。これらのうち2車体（T2.7形）・3車体連接車（T3.7形）については前面に連結器が設置されており、2022年10月以降混雑が激しい20号線・21号線において連結運転（総括制御運転）を実施している。また、4車体連接車については初期に導入された4両（T4.7形）に加えて、今後の路線延伸に向けた輸送力増強や初期の超低床電車（R形）の置き換えを目的として2019年に73両（T4.8形）の追加発注が行われており、2021年以降順次車庫への納入が行われている。

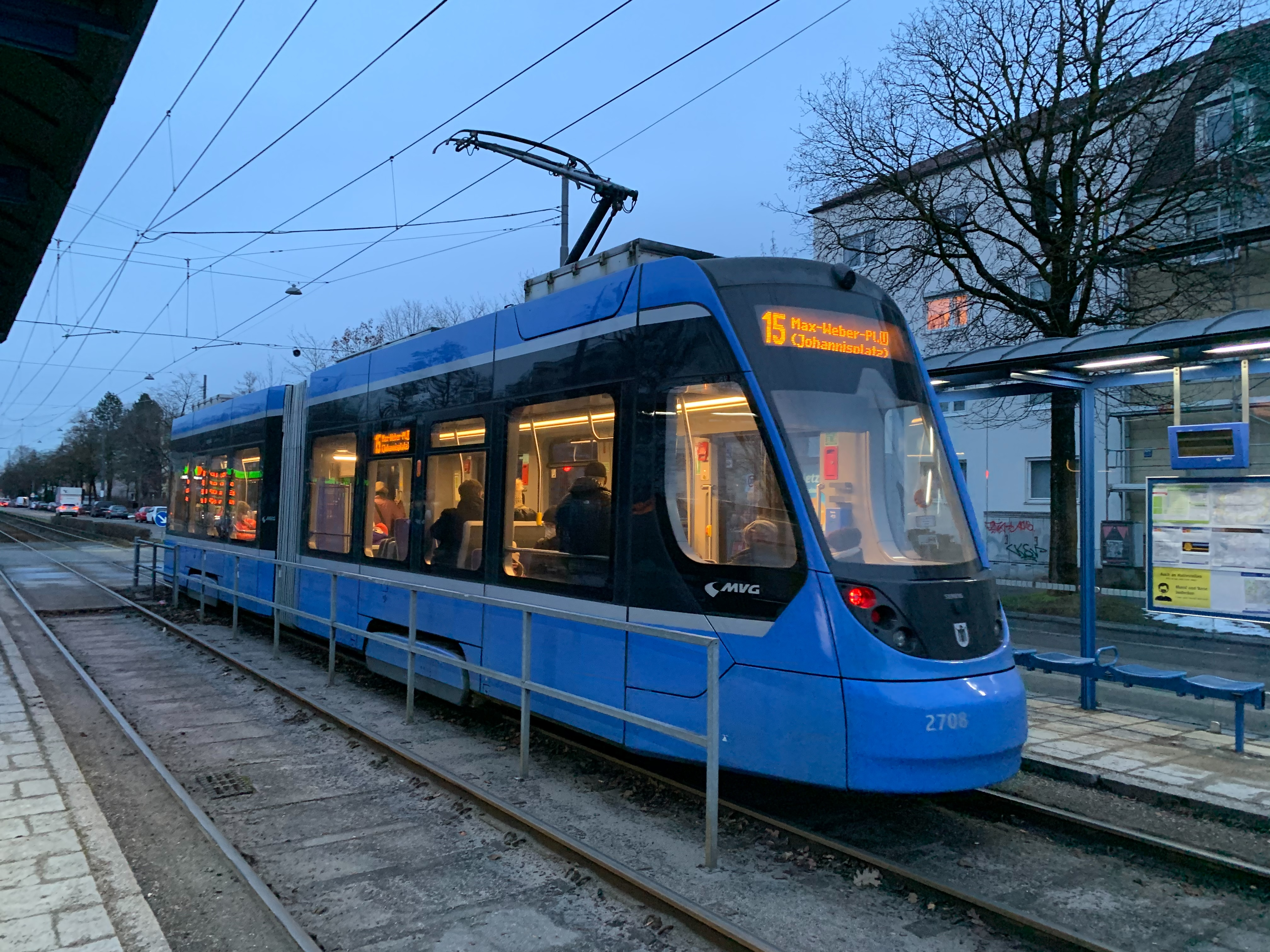
2車体連接車（T2.7形） 9両（2701 - 2709）を導入。 （2021年撮影）
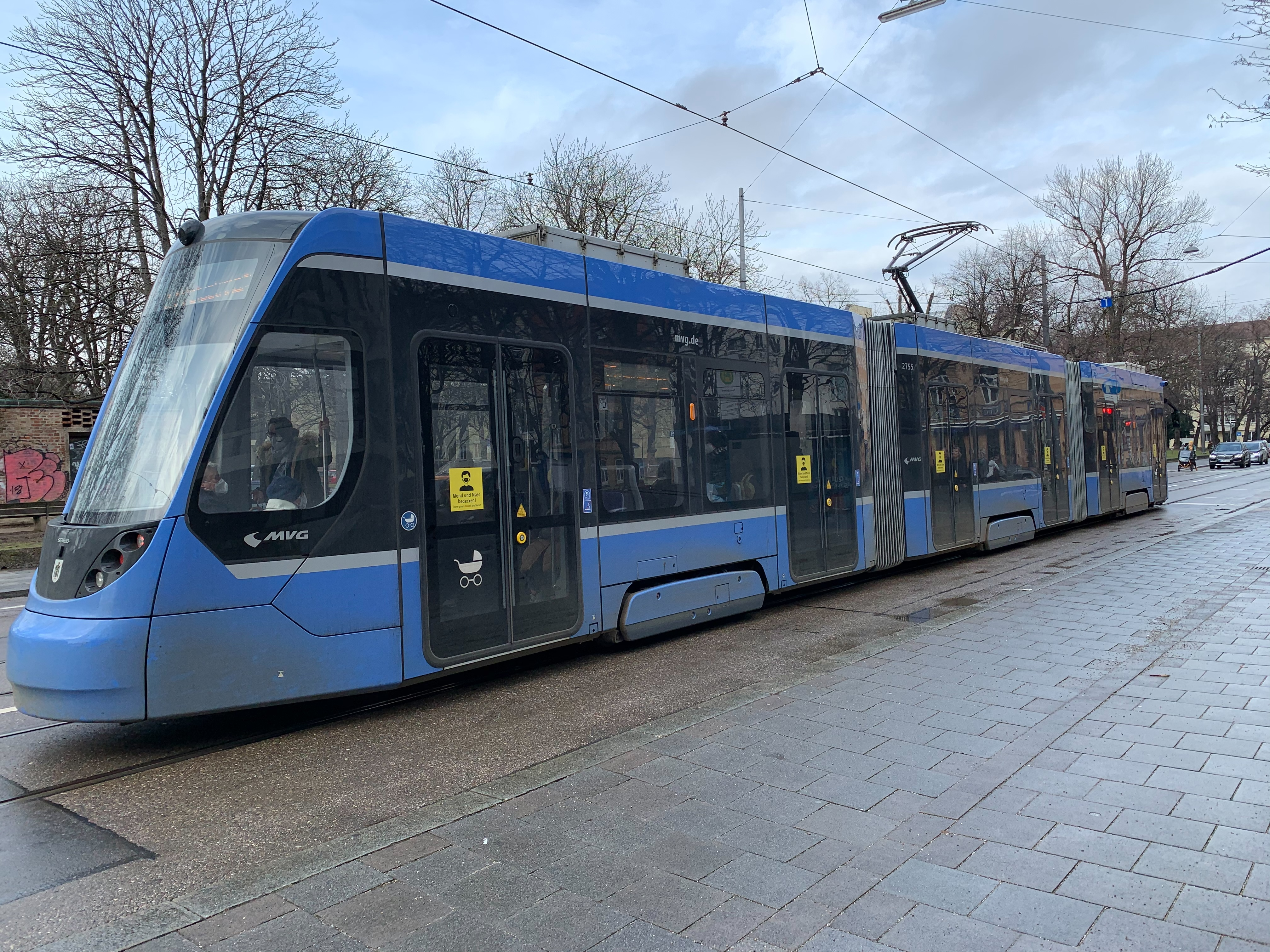
3車体連接車（T3.7形） 9両（2751 - 2759）を導入。 （2021年撮影）
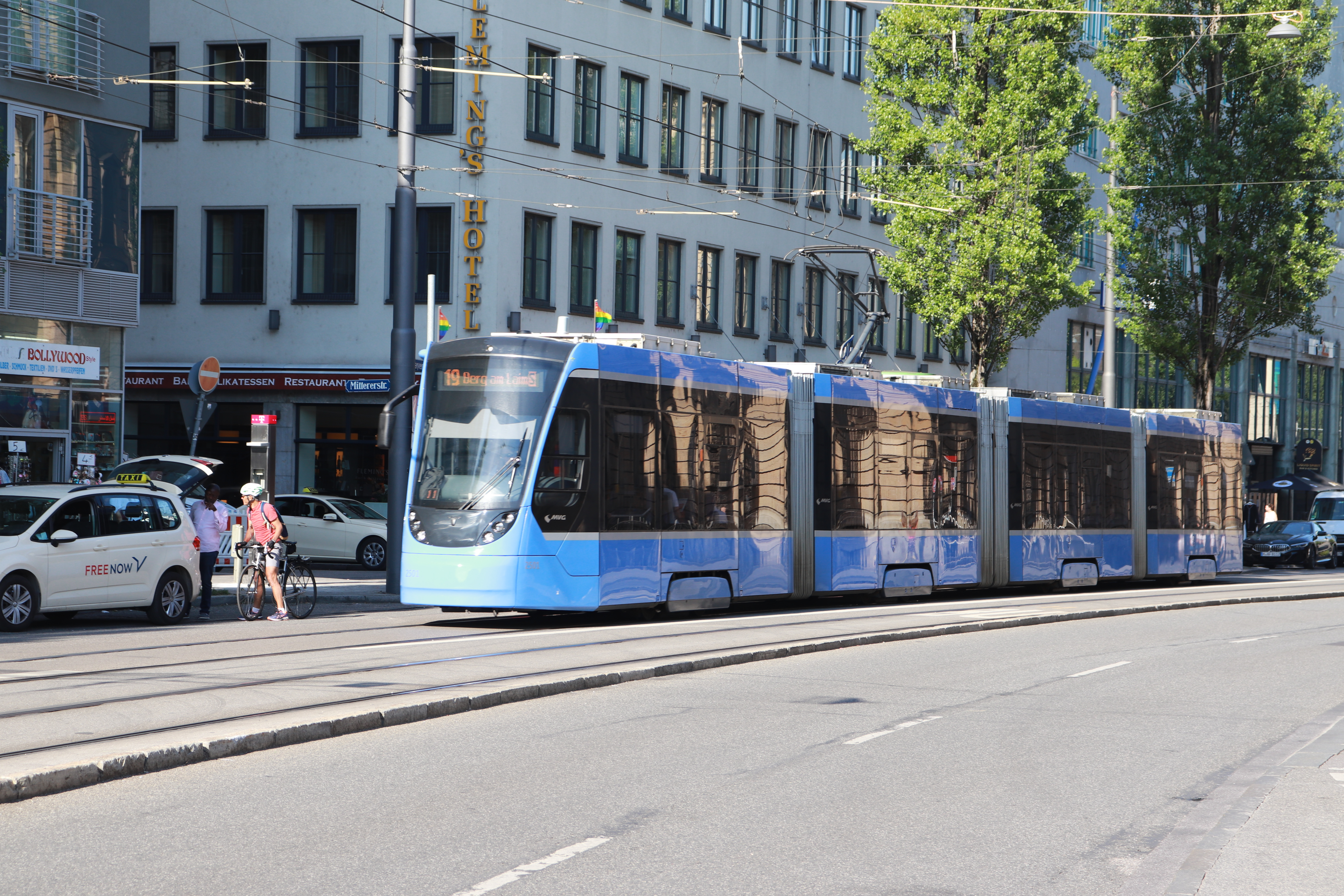
4車体連接車（T4.7形） 4両（2501 - 2504）を導入。 （2019年撮影）
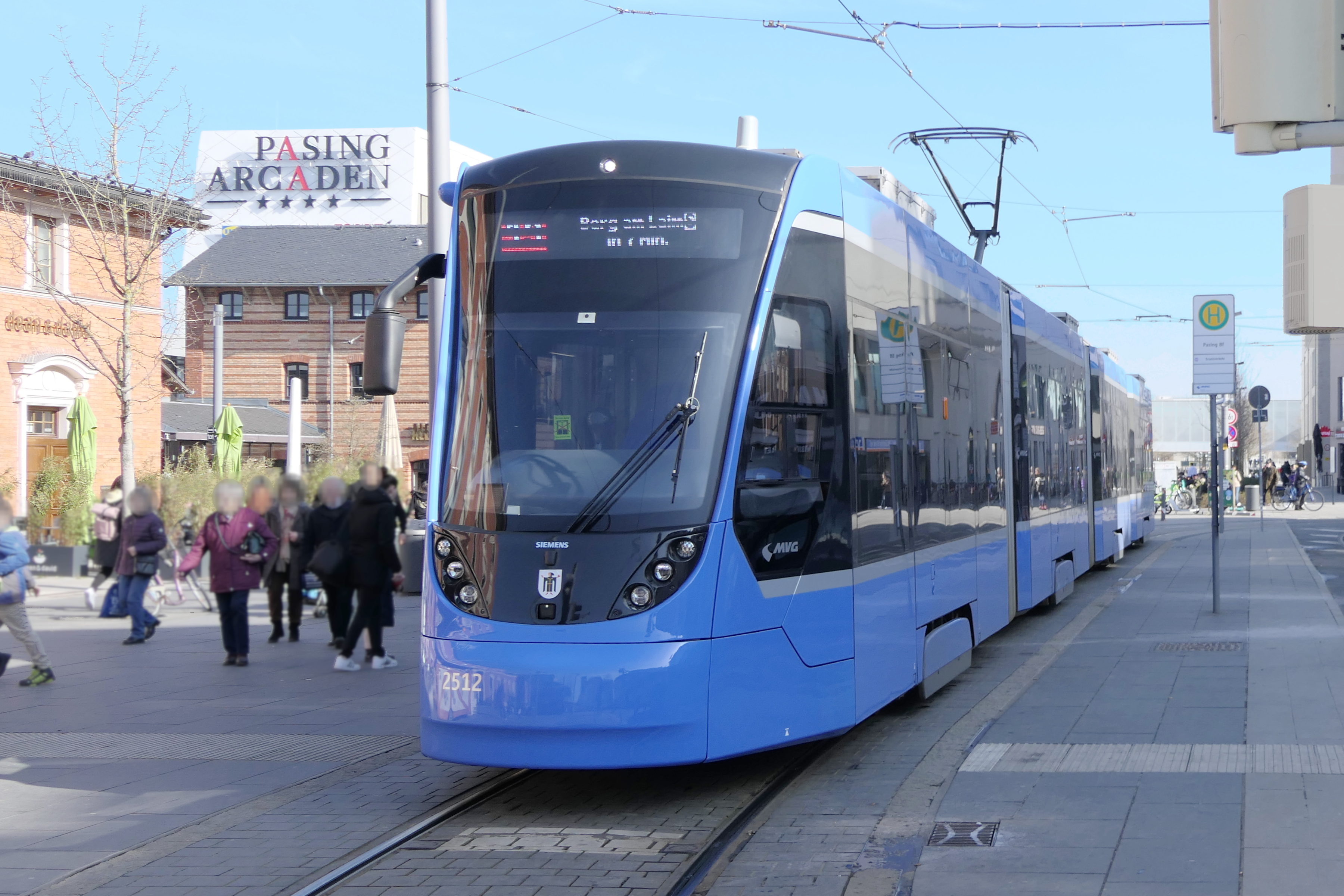
4車体連接車（T4.8形） 73両（2511 - 2583）を導入予定。 （2024年撮影）

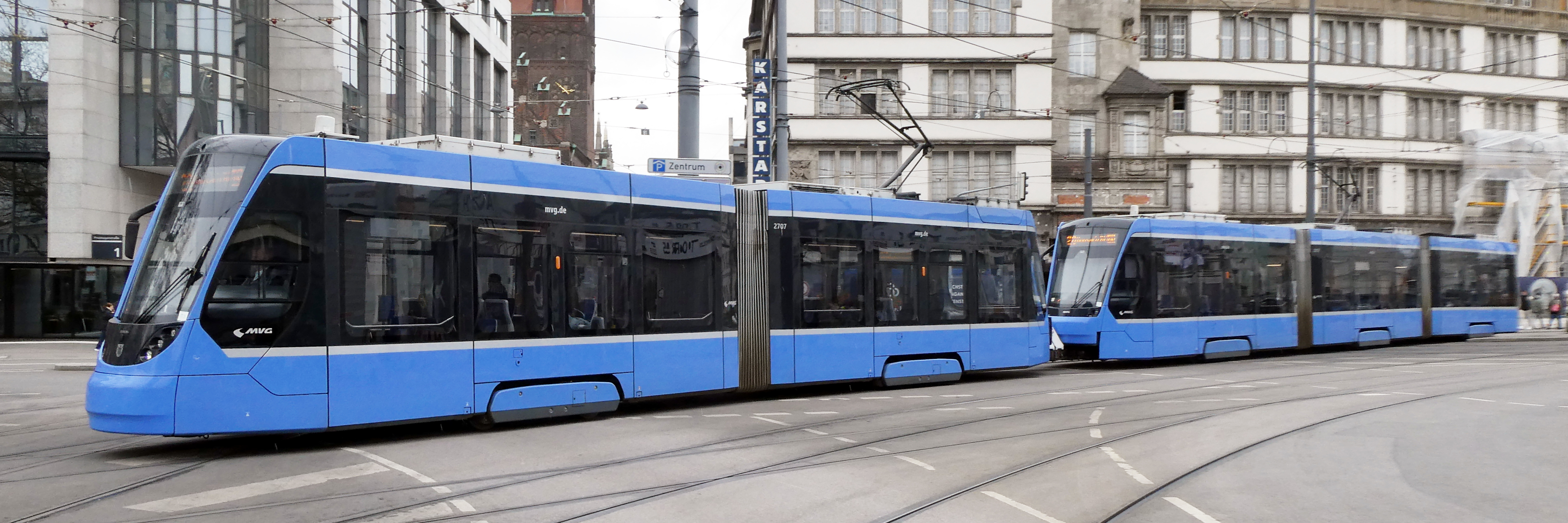
TZ形（2車体連接車・3車体連接車）の連結運転（2023年撮影）

## その他

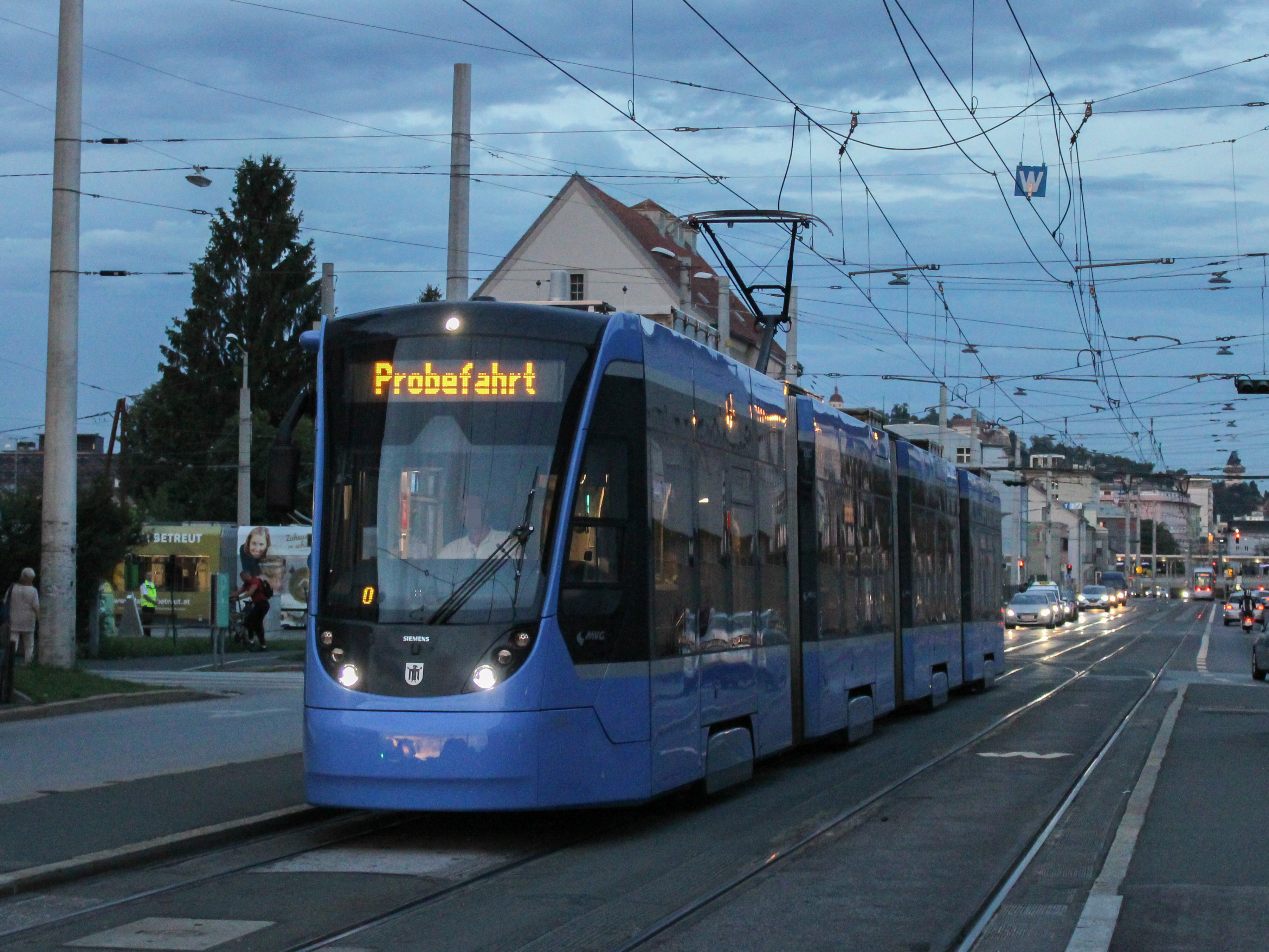
グラーツ市電を走行するTZ形（2020年撮影）

T形（TZ形）のうち4車体連接車（2501）については、オーストリアのグラーツ市電（グラーツ）における新型電車導入に向けた試験運転を目的に、2020年8月に一時的な貸し出しが行われた。

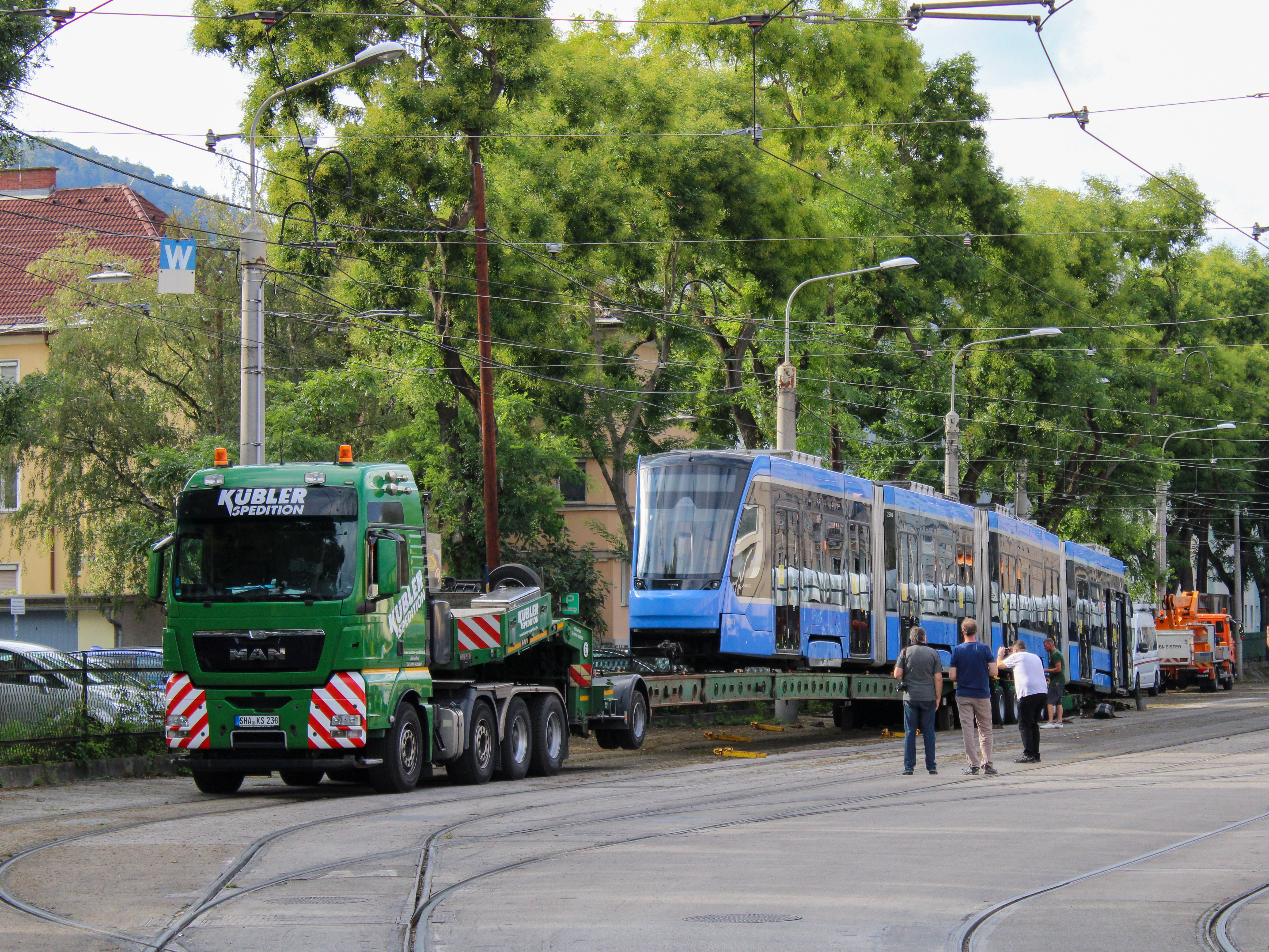
トレーラーから降ろされるTZ形（2020年撮影）